# Marnand

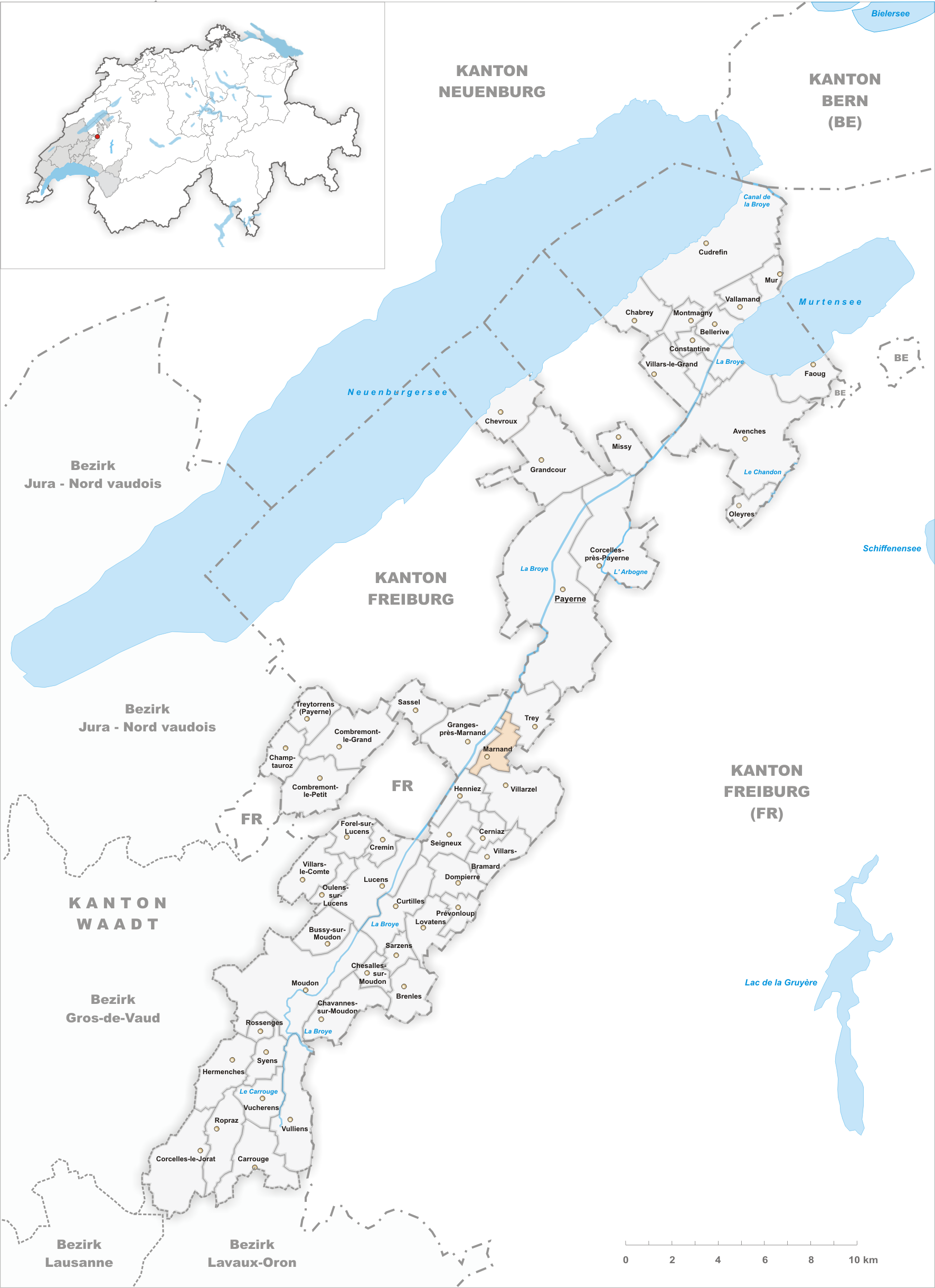
Gemeindestand vor der Fusion am 30. Juni 2011

Marnand war bis zur Fusion zu Valbroye am 1. Juli 2011 eine politische Gemeinde im Distrikt Broye-Vully des Kantons Waadt in der Schweiz.

## Geographie
Marnand liegt auf 477 m ü. M., acht Kilometer südsüdwestlich des Bezirkshauptorts Payerne (Luftlinie). Das Dorf erstreckt sich am östlichen Rand des Broyetals, beidseits des Dorfbaches, der hier aus einem Erosionstal in das Broyetal hinaustritt, im östlichen Waadtländer Mittelland.
Die Fläche des 2,2 km² grossen ehemaligen Gemeindegebiets umfasst einen Abschnitt im mittleren Broyetal. Der Hauptteil des Gebiets wird von der flachen Talebene der Broye eingenommen, wobei meist die Eisenbahnlinie die westliche Begrenzung bildet. Nach Osten erstreckte sich der Gemeindeboden in das dicht bewaldete Tal des Dorfbaches und auf die angrenzenden Molassehöhen. Auf dem Plateau von Les Corvets wird mit 601 m ü. M. der höchste Punkt von Marnand erreicht. Von der Gemeindefläche entfielen 1997 10 % auf Siedlungen, 30 % auf Wald und Gehölze, 59 % auf Landwirtschaft und etwas weniger als 1 % war unproduktives Land.
Nachbargemeinden von Marnand waren Villarzel, Henniez, Granges-près-Marnand und Trey im Kanton Waadt sowie Châtonnaye im Kanton Freiburg.

## Bevölkerung
Mit 161 Einwohnern (Stand 31. Dezember 2010) gehörte Marnand zu den kleinen Gemeinden des Kantons Waadt. Von den Bewohnern sind 92,4 % französischsprachig, 2,8 % portugiesischsprachig und 2,1 % deutschsprachig (Stand 2000). Die Bevölkerungszahl von Marnand belief sich 1900 noch auf 248 Einwohner. Nachdem die Bevölkerung bis 1970 auf 147 Personen abgenommen hatte, blieb die Einwohnerzahl seither stabil.

## Wirtschaft
Marnand war bis ins 20. Jahrhundert ein vorwiegend durch die Landwirtschaft geprägtes Dorf. Noch heute haben der Ackerbau und die Viehzucht eine wichtige Bedeutung in der Erwerbsstruktur der Bevölkerung. Im 19. Jahrhundert diente der Ort bis zur Eröffnung der Eisenbahnlinie als wichtige Poststation an der Strasse Bern-Lausanne, wovon noch heute Gasthöfe und Stallungen zeugen. Heute sind einige Arbeitsplätze im lokalen Kleingewerbe sowie im Dienstleistungssektor vorhanden.

## Verkehr
Marnand ist verkehrstechnisch gut erschlossen. Sie liegt an der verhältnismässig stark frequentierten Hauptstrasse 1 von Lausanne via Payerne nach Bern, die vor dem Autobahnbau die Hauptachse von Bern in die Westschweiz darstellte. Am 25. August 1876 wurde die Bahnlinie Payerne-Moudon mit dem Bahnhof Granges-Marnand auf der Gemeindegrenze zwischen Marnand und Granges-près-Marnand in Betrieb genommen.

## Geschichte
Der Ortsname leitet sich vom französischen Wort marne (Mergel) ab. Marnand unterstand seit dem Mittelalter der Herrschaft Villarzel, die wiederum dem Bischof von Lausanne gehörte. Durch eine Erbteilung bildete das Dorf seit 1511 zusammen mit Trey eine eigene kleine Herrschaft. Mit der Eroberung der Waadt durch Bern im Jahr 1536 gelangte das Dorf unter die Verwaltung der Vogtei Moudon. Anfang des 18. Jahrhunderts ging die Herrschaft Marnand durch Kauf direkt an den Vogt von Moudon über. Nach dem Zusammenbruch des Ancien Régime gehörte Marnand von 1798 bis 1803 während der Helvetik zum Kanton Léman, der anschliessend mit der Inkraftsetzung der Mediationsverfassung im Kanton Waadt aufging. 1798 wurde es dem Bezirk Payerne zugeteilt.

## Sehenswürdigkeiten
Das Schloss von Marnand steht leicht erhöht nördlich des Dorfes. Das Herrenhaus mit zwei Gartenpavillons und einem Gutshof im Berner Stil wurde Mitte des 18. Jahrhunderts errichtet.